# Jolle
Die Jolle ist ein formstabiles Schwertboot, dessen Konstruktionsschwerpunkt meist über der Wasserlinie liegt. Im Gegensatz zum gewichtsstabilen Kielboot gewinnt eine Jolle ihr aufrichtendes Moment durch den Wasserdruck, der auf die flache Form des Bootsbodens wirkt. Jolle ist auch eine traditionelle Bezeichnung für diverse Arten kleinerer Ruder- oder Segelboote. Je nach Verwendungszweck können Jollen in Rennjollen oder Wanderjollen unterschieden werden und bilden in Bootsklassen einheitliche Klassentypen (siehe auch: Liste von Bootsklassen).
Eine krängende Jolle richtet sich nur bei sehr begrenzten Krängungswinkeln von allein wieder auf, sobald die Krafteinwirkung (zum Beispiel durch Winddruck) endet. Bei stärkerem Wind oder in Böen verlagert die Crew ihr Körpergewicht in Luv nach außen, indem sie ausreitet oder „in das Trapez geht“. Dadurch verlagert sich der Masse-Schwerpunkt der Jolle nach Luv, die Jolle stabilisiert sich wieder. Reagiert die Besatzung nicht oder nicht rechtzeitig auf Veränderungen des Winddrucks (zum Beispiel durch Ausreiten oder Fieren des Segels), kann die Jolle nach Luv (bei plötzlich nachlassendem Winddruck, einem Windloch) oder Lee (bei plötzlich steigendem Winddruck, das heißt in Böen) kentern.
Jollen haben viel eingebauten Auftrieb, der durch Schwimmkörper oder ausgeschäumte Hohlräume erreicht wird. Dadurch gehen sie auch bei einer Kenterung nicht unter. Die meisten Jollen besitzen außerdem einen Doppelboden, der nach der Wiederaufrichtung Wasser im Innenraum in kurzer Zeit ablaufen lässt.

## Geschichte
Als Jolle wurde früher ein kleines, rundspantiges Boot ohne Balkenkiel bezeichnet. Der Name wurde von der norwegischen Bezeichnung jöll für einen ausgehöhlten Trog abgeleitet. Bis zum 19. Jahrhundert wurden Jollen als Spitzgattboote, später mit dem typischen Spiegelheck gebaut. Bei der Marine war die Jolle ein kleines rundgebautes Beiboot im Unterschied zur größeren, völligeren Barkasse und zum schnellen, schlanken Gig.

## Sport

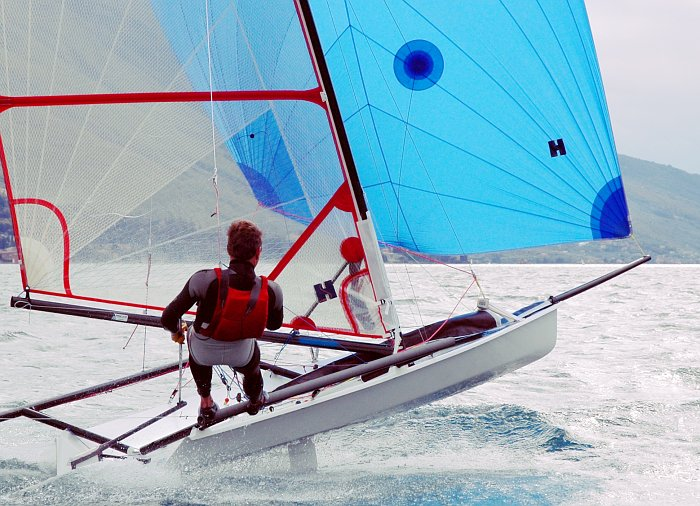
Musto Skiff auf dem Gardasee

Jollensegeln ist in Deutschland ein beliebter Sport. An fast jedem Gewässer von ausreichender Größe finden sich Segelvereine, die das Jollensegeln betreiben. Neben vielen Freizeitseglern gibt es während der Saison von März bis Oktober an den Wochenenden Segelregatten für die verschiedenen Klassen.

## Jollenklassen
Eine Jollenklasse bezeichnet Jollen mit einer einheitlichen Bauvorschrift, welche die Boote bei Regatten direkt vergleichbar macht. Entsprechend werden für Jollenklassen von Segelvereinen oder Yachtclubs Klassenregatten veranstaltet.
Die Bauvorschrift bezieht sich üblicherweise mindestens auf Rumpfform, Länge, Breite, Gewicht und Segelfläche. Meist sind auch andere Maße des Bootes beschränkt (zum Beispiel Länge des Mastes, Schwertlänge usw.). In Deutschland gibt es seit etwa 1900 überregionale Jollenklassen.

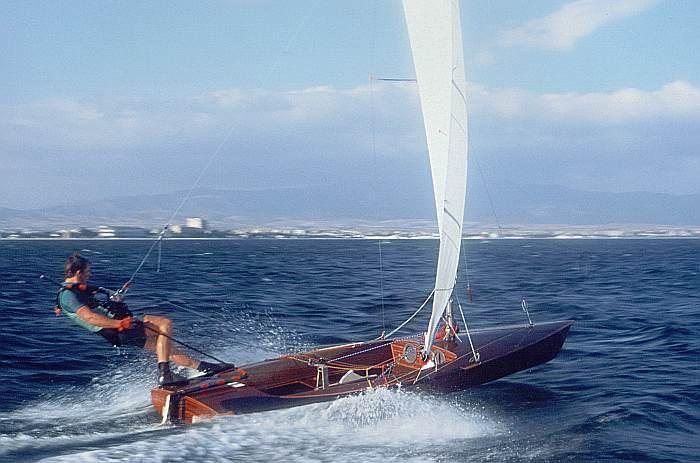
Contender

### Bekannte Einhand-Jollenklassen
- Contender – (internationale Klasse)
- Europe – (internationale Klasse)
- Finn – (olympische Klasse offen)
- Flash
- ILCA 7 – ehemals Laser Standard – (olympische Klasse Männer)
- ILCA 6 – ehemals Laser Radial – (olympische Klasse Frauen)
- Motte – (Konstruktionsklasse) – (internationale Klasse)
- Musto Skiff
- O-Jolle – (1936 olympische Klasse)
- OK-Jolle – (internationale Klasse)
- Optimist – (internationale Klasse)
- Splash – (internationale Klasse)
- Topper – (internationale Klasse)

### Bekannte Zweimann-Jollenklassen
- 29er
- 49er – (olympische Klasse)
- 420er
- 470er – (olympische Klasse)
- 505er
- BM-Jolle
- Conger
- Cadet
- Fireball
- Flying Dutchman
- Flying Junior
- H-Jolle
- Internationales 14-Fuß-Dinghy (INT14)
- Ixylon
- Javelin
- Korsar
- Laser 2000/3000/5000
- Laser 4000
- Lis-Jolle
- Pirat
- Ponant
- Uni-Jolle
- Vaurien – (internationale Klasse)
- VB-Jolle
- Wayfarer
- Windy
- Zugvogel

## Fußnote
1. ↑  Vergleichbar der Megin, die allerdings aus Sicherheitsgründen ein Kielschwert hat